# أليس لورد
أليس لورد (بالإنجليزية: Alice Lord)‏ هي غطاسة أمريكية، ولدت في 4 فبراير 1902 في فيلادلفيا في الولايات المتحدة، وتوفيت في 13 يوليو 2000 في أورموند بيتش في الولايات المتحدة.

## وصلات خارجية
- أليس لورد على موقع قاعة مشاهير السباحة العالمية (الإنجليزية)
- أليس لورد على موقع اللجنة الأولمبية الدولية (الإنجليزية)
- أليس لورد على موقع أوليمبيديا (الإنجليزية)